# 1528 en littérature
| Années de la littérature : 1525 - 1526 - 1527 - 1528 - 1529 - 1530 - 1531    |
| Décennies de la littérature : 1490 - 1500 - 1510 - 1520 - 1530 - 1540 - 1550 |

Cet article présente les faits marquants de l'année 1528 en littérature.

## Parutions
- 4 avril : Chansons nouvelles en musique a quatre parties publiées à Paris par l’imprimeur Pierre Attaingnant[1]. Il utilise un système de caractères mobiles pour l'impression musicale et édite plus de cinquante volumes de chansons entre 1528 et 1552[2].
- Octobre : Il Libro del Cortegiano (Le Livre du courtisan), ouvrage de Balthazar Castiglione, publié à Florence par les héritiers de Filippo di Giunta[3].

- L'humaniste Jacques Lefèvre d'Étaples publie à Paris une traduction en français de l'Ancien Testament[4]
- Refereinen (« Refrains »), d'Anna Bijns, publié à Anvers chez Jacob van Liesvelt[5].

## Théâtre
- Il Negromante (« Le Nécromancien »), comédie de mœurs de l'Arioste écrite en 1520, est représentée à Ferrare à l'occasion du carnaval. Elle est imprimée en 1535[6].
- La Lena (it), comédie de l’Arioste, est représentée au château d'Este à Ferrare à l'occasion des fêtes données à partir du 1er décembre[7].

## Naissances
- Rémy Belleau : poète français de la Pléiade, mort en 1577.
- Jean-Jacques Boissard, antiquaire français et poète latin, mort en 1602.
- Henri Estienne : imprimeur, philologue, poète et humaniste français, mort en 1598.

## Décès
- 24 mars : Andrea Marone, poète néo-latin italien, né en ou vers 1474.